# Норт-Гартленд (Вермонт)
Норт-Гартленд (англ. North Hartland) — переписна місцевість (CDP) в США, в окрузі Віндзор штату Вермонт. Населення — 321 особа (2020).

## Географія
Норт-Гартленд розташований за координатами 43°35′49″ пн. ш. 72°21′35″ зх. д. / 43.59694° пн. ш. 72.35972° зх. д. (43.596988, -72.359713).  За даними Бюро перепису населення США в 2010 році переписна місцевість мала площу 2,66 км², з яких 2,60 км² — суходіл та 0,06 км² — водойми.

## Демографія
Згідно з переписом 2010 року, у переписній місцевості мешкали 302 особи в 131 домогосподарстві у складі 82 родин. Густота населення становила 113 осіб/км².  Було 131 помешкання (49/км²).
Расовий склад населення:
| - 97,7 % — білих - 1,0 % — чорних або афроамериканців - 0,7 % — азіатів |

До двох чи більше рас належало 0,7 %. Частка іспаномовних становила 1,7 % від усіх жителів.
За віковим діапазоном населення розподілялося таким чином: 19,9 % — особи молодші 18 років, 63,9 % — особи у віці 18—64 років, 16,2 % — особи у віці 65 років та старші. Медіана віку мешканця становила 40,9 року. На 100 осіб жіночої статі у переписній місцевості припадало 97,4 чоловіків;  на 100 жінок у віці від 18 років та старших — 89,1 чоловіків також старших 18 років.
Середній дохід на одне домашнє господарство  становив 52 359 доларів США (медіана — 51 486), а середній дохід на одну сім'ю — 47 423 долари (медіана — 51 296). 
Цивільне працевлаштоване населення становило 141 особа. Основні галузі зайнятості: науковці, спеціалісти, менеджери — 36,9 %, освіта, охорона здоров'я та соціальна допомога — 24,8 %, мистецтво, розваги та відпочинок — 19,9 %.